# Carbanion

Carbanion

Carbanion

Un carbanion est un ion dérivé d'un composé organique, qui possède une charge électrique négative sur un ou plusieurs atomes de carbone. Les carbanions sont des intermédiaires de réaction.